# Vicente Ascone
Vicente Ascone   (Siderno, 16 d'agost de 1897 - Montevideo, 15 de febrer de 1979) va ser un compositor, trompetista i professor de música. La seva formació musical i tota la seva tasca artística van transcórrer a Uruguai. Va compondre la música de la primera òpera uruguaiana (Paraná Guazú, estrenada el 1930) i del primer ballet uruguaià (Nocturn nadiu, estrenat el 1935).

## Biografia
Els seus pares Francisco José Ascone i María Pedullá, tots dos amb formació musical, van emigrar a l'Uruguai quan encara era un nen. Va iniciar la seva formació musical a Montevideo amb Aquil·les Gubitosi en solfeig i trompeta i Luis Sambucetti en harmonia i composició.
Va integrar com a trompetista l'Orquestra Simfònica del Sodre (OSSODRE) des de la seva fundació el 1931. Com a solista va ser dirigit per Ernest Ansermet, Fritz Busch, Lamberto Baldi, Carlos Kleiber, Ottorino Respighi, Vicente Pablo, Carlos Correa Luna, Virgilo Scarabelli. Va ser dirigit per Toscanini, amb motiu de la visita de l'Orquestra Simfònica de la NBC.
El 1926 va començar la seva carrera com a compositor i la seva primera obra va ser Preludi i Marxa dels Brahamines. El 1930 es va estrenar la seva òpera Paraná Guazú, la primera òpera uruguaiana, amb motiu del centenari de la Jura de la Constitució. El llibret va anar a càrrec d'Humberto Zarrilli.
Si bé la seva formació va ser clàssica, es va destacar com a compositor folklòric d'arrels americanes. El 1931 va participar de la fundació de l'Orquestra Simfònica del Sodre (OSSODRE).
Va compondre la música de Nocturn nadiu, el primer ballet uruguaià, amb llibret de Víctor Pérez Petit i coreografia d'Alberto Pouyanne. Va ser estrenat el 23 de novembre de 1935 a l'Estudi Auditori del Sodre, amb l'OSSODRE dirigida per Lamberto Baldi.
Va ser autor de temes dirigits al públic infantil i director de cors. Musicalizar textos de Fernán Silva Valdés, Emilio Oribe, Manuel de Castro, Ildefonso Pereda Valdés i Esther de Càceres, entre d'altres.
Es va radicar a Veneçuela el 1938, després d'acceptar una invitació del govern d'aquest país per organitzar a Caracas l'ensenyament de la música coral a través de les Escoles Experimentals. També hi va compondre Veneçuela, un llibre de cançons escolars en col·laboració amb Sabas Olaizola, que ocupava el càrrec de director d'aquestes escoles. Aquest llibre va ser adquirit pel govern veneçolà.
Entre el 1940 i el 1954 va ser director estable de la Banda Municipal de Montevideo i en algunes ocasions va dirigir a l'Ossodre i la Simfònica Municipal. Va dictar classes d'harmonia a l'Institut Verdi, d'instruments de vent i de percussió a l'Escola Municipal de Música, a més d'encapçalar la seva càtedra d'harmonia. Va ser el primer director d'aquesta escola, fundada el 1940 i inaugurada el 1 de maig de 1941.
Va obtenir diversos reconeixements com el primer premi del Ministeri d'Instrucció Pública (1927, 1945, 1959), el primer premi Nacional de Música (1930), el premi Nacional de Composició (1931) per la seva obra Farsa Sentimental i Grotesca, el premi Sodre ( 1932), el premi Remuneració Artística (1932, 1939) i el primer premi del Teatre Colón de Buenos Aires (1950).
Va morir a Montevideo, als 81 anys. Al seu homenatge porta l'escola municipal de música el nom d'Escola de Música Vicente Ascone.

## Obres destacades
Obres destacades.
- Preludio y Marcha de los Brahamines (1924)
- Farsa sentimental y grotesca (1.er. premi del Ministerio de Instrucción Pública, 1927)
- Suite Uruguaya
- Paraná Guazú (ópera nacional en 4 actos, premiada su partitura con el 1.er. Premio Nacional de Música)
- Nocturno Nativo (1.er. ballet nacional" sobre poema de Víctor Pérez Petit. Premio a la Remuneración Artística, 1932)
- Salmo de David (per a solista, cor i instruments de vent i percussió)
- Tres ballets infantils sobre paràboles de Rodó (1934)
- Gesta de la Emancipación (sobre poema d'Humberto Zarrilli, 1936)
- 20 poemas de América (llibre de cants escolars aprovats pel Consejo de Educación Primaria y Normal)
- Venezuela (llibre de cançons en col·laboració amb Sabas Olaizola)
- El Payador (ballet sobre llibret de Fernán Silva Valdés. Premio a la Remuneración Artística. 1939)
- Acentos de América (suite simfònica)
- Rapsodia criolla para piano y orquesta (1944)
- Primera sinfonía (1948)
- Santos Vega (Medalla d´Or i diploma de part de La Casa del Teatro per millor música d´escena adaptada a obra d´autor nacional, 1953)
- Sinfonía del Río (premi del Ministerio de Instrucción Pública, 1964)